# La Plaine (Québec)
Pour les articles homonymes, voir La Plaine.

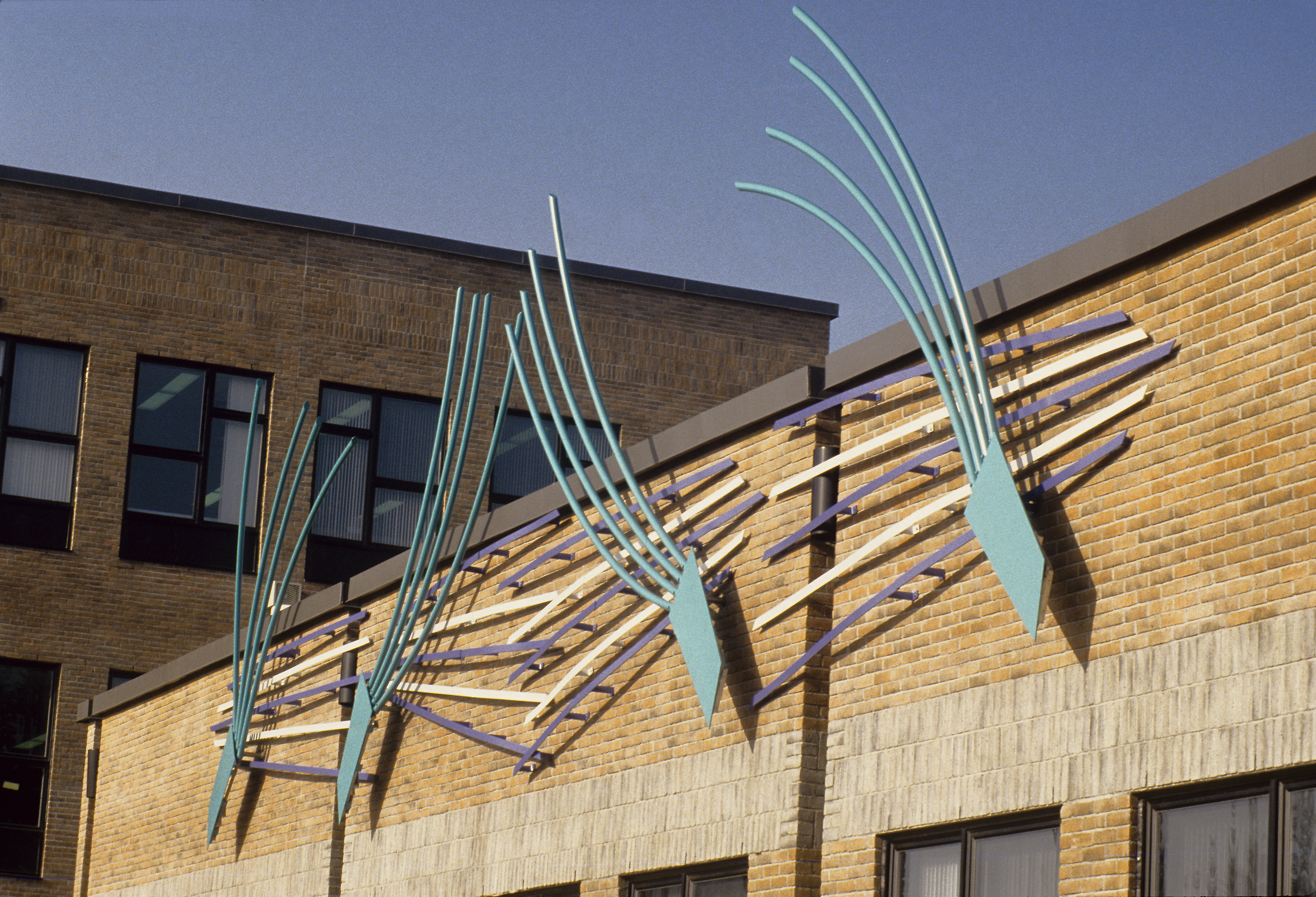
École du Geai-Bleu de La Plaine.

La Plaine est un secteur de la ville de Terrebonne, au Québec (Canada). Fondée en 1830, elle devient une mission religieuse en 1915, une paroisse en 1920, puis la municipalité de paroisse de Saint-Joachim en 1922. En 1969, elle devient la ville de La Plaine avant d'être fusionnée à Terrebonne et Lachenaie en 2001.

## Histoire
En 1830, alors que les seigneurs de Terrebonne et de Lachenaie procèdent à la construction du chemin de la Grande Ligne (l’actuel boulevard Laurier), la ville de La Plaine est fondée à partir du détachement d’une partie des villes de Mascouche, Sainte-Anne-des-Plaines, Saint-Lin et Terrebonne. L’arrivée du chemin de fer en 1877 stimule l’économie de l'endroit et donne naissance à la paroisse de Saint-Joachim avant de devenir une municipalité de paroisse en 1920.
Alors que l’on voulait construire une gare à la station de La Plaine pour le Canadien Pacifique, de nombreux résidents des paroisses voisines ont proposé la construction d’une nouvelle paroisse en 1912, ce qui a été débattu pendant trois ans. L’évêque de Joliette a ainsi annoncé la fondation de la mission Saint-Joachim, puis, cinq ans plus tard, en 1922, l’évêque de Montréal a fondé la paroisse de Saint-Joachim-de-La Plaine, qui a changé son nom en 1969, pour devenir La Plaine.
La Plaine fusionne avec les villes de Terrebonne et de Lachenaie en 2001. Ce secteur compte environ 22 000 habitants[Quand ?].

## Toponymie
Le nom de La Plaine provient de la région environnante de Terrebonne, qui a été surnommée « La Plaine » par l'abbé Louis Lepage de Sainte-Claire, curé de la paroisse de Saint-Louis-de-Terrebonne de 1724 à 1751. Il voulait souligner que le site avait une surface assez uniforme et sans relief notable. Lors de l'augmentation de la seigneurie de Terrebonne en 1731, on donna comme nom à cette partie le nom de « Belle Plaine ». Lors de l'ouverture du bureau de poste en 1879, on lui donna comme nom La Plaine. On choisit plutôt le nom de Saint-Joachim à la paroisse catholique en 1915 et à la municipalité de paroisse constituée en 1922 sous le motif que Joachim était le mari de Anne, et que la nouvelle paroisse était à proximité de Sainte-Anne-des-Plaines. Le nom de La Plaine resta le nom le plus commun pour désigner le lieu, si bien qu'en 1969, la municipalité changea son nom pour La Plaine.

## Éducation
La Commission scolaire Sir Wilfrid Laurier administre les écoles anglophones:
- École primaire Pinewood à Mascouche[3]
- École secondaire Rosemère (en) à Rosemère[4]

Le Centre de services scolaire des Affluents (anciennement la Commission scolaire des Affluents), demeure toutefois le principal à La Plaine et dans le sud de Lanaudière en général. En effet, il regroupe plus de 51 000 élèves dans 71 écoles et centres de formation. À La Plaine, on en compte quelques-unes, notamment :
- École primaire du Geai-Bleu;
- École secondaire de l'Odyssée;
- École primaire du Boisé;
- École primaire de l'Aubier;
- École primaire de l'Orée-des-Bois;
- École primaire Saint-Joachim[5].